# Georg Barkan
Georg Barkan (geboren 22. März 1889 in Polazk; gestorben 7. März 1945 in Boston) war ein belarussischer Pharmakologe, der an der Goethe-Universität Frankfurt lehrte.

## Leben
Georg Barkan wurde als Kind des jüdischen Kaufmanns Salomon Barkan und seiner Frau Julie Lossinsky geboren. Seine Reifeprüfung legte er 1908 am Johannesgymnasium Breslau ab. Anschließend studierte er in Freiburg im Breisgau, Breslau und München Medizin. Sein Staatsexamen legte er 1913 in München ab, seine ärztliche Approbation erhielt er 1914. Noch im gleichen Jahr promovierte Barkan.
Im Ersten Weltkrieg war Barkan als Truppenarzt tätig, später war er Abteilungsarzt in der Fliegerschule des Fliegerhorst Lechfeld. Ab 1919 war er als Assistent bei Otto Frank in München und bei Paul Morawitz in Würzburg tätig. 1923 wechselte er zu Alexander Ellinger an der Frankfurter Universität. Seit 1927 war er ebendort Privatdozent. 1929 wurde Barkan in Frankfurt beurlaubt und wechselte als ordentlicher Professor und Direktor des Pharmakologischen Instituts an die Universität Tartu in Estland.
1937 wurde er von der Universität Tartu entlassen: Über die Hintergründe hierzu heißt es bei der Deutschen Gesellschaft für Innere Medizin: „Die Arbeit als deutscher Professor in Estland war vor dem Hintergrund des estnischen Nationalismus und der deutsch-baltischen Geschichte von Spannungen geprägt. 1937 wurde Barkan entlassen, weil er die estnische Sprache nicht zu erlernen beabsichtigte.“
Barkan kehrte über die Schweiz nach Deutschland zurück. Als Jude hatte er dort allerdings keine Berufsmöglichkeiten mehr und emigrierte 1938 zusammen mit seiner Frau Charlotte (geborene Milch; 1894–1968) und seinem Sohn Benedict Gunter (1925–2004) in die USA, wo er Professor für Biochemie an der Boston University wurde.
Seine Forschungsschwerpunkte waren Blutfarbstoffe, Eisenstoffwechsel und Iodpharmakologie. Er war Mitherausgeber des Naunyn-Schmiedebergs Archiv.
Barkan war mit Charlotte Milch (1894–1968) verheiratet.

## Werke (Auswahl)
- Zur Frage der Reizleitung im Säugetierherzen. Kgl. Hof-Buchdruckerei Kästner und Callwey, München 1914 (Dissertation).
- Eisenstudien. De Gruyter, Berlin, Leipzig 1927 (Habilitationsschrift).
- Verfahren zur Bestimmung des leicht abschaltbaren Bluteisens. Berlin, Wien 1935.
- Methoden zum Studium der Funktionen der einzelnen Organe des tierischen Organismus.